# Yut Osil Uno
Yut Osil Uno är en ort i Mexiko.   Den ligger i kommunen Chamula och delstaten Chiapas, i den sydöstra delen av landet, 700 km öster om huvudstaden Mexico City. Yut Osil Uno ligger 2 257 meter över havet och antalet invånare är 222.
Terrängen runt Yut Osil Uno är lite bergig, och sluttar norrut. Runt Yut Osil Uno är det ganska tätbefolkat, med 134 invånare per kvadratkilometer. Närmaste större samhälle är San Cristóbal de las Casas, 13,9 km söder om Yut Osil Uno. Omgivningarna runt Yut Osil Uno är en mosaik av jordbruksmark och naturlig växtlighet.